# Up for the Down Stroke
Albums de Parliament
Osmium
(1970) Chocolate City
(1975)
Up For The Down Stroke, sorti en 1974, est le deuxième album du groupe Parliament, le premier chez Casablanca Records.

## Liste des morceaux
1. Up For The Down Stroke
2. Testify
3. The Goose
4. I Can Move You (If You Let Me)
5. I Just Got Back From The Fantasy, Ahead Of Our Time In The Four Lands Of Ellet
6. All Your Goodies Are Gone
7. Whatever Makes Baby Feel Good
8. Presence Of A Brain

unreleased
1. Singing Another Song

## Personnel
- Bernie Worrell – Arrangements, claviers
- Eddie Hazel – Guitare, Arrangements, Voix
- Bootsy Collins – Basse, Guitare, Batterie
- Gary Bronson – Batterie
- Ron Bykowski – Guitare
- Peter Chase – Chuchotements
- George Clinton – Arrangements, voix, producteur
- Raymond Davis – Voix
- Ramon "Tiki" Fulwood – Batterie
- Clarence "Fuzzy" Haskins – Voix
- Cordell Mosson – Basse
- Ralph – Ingénieur du son
- Garry Shider – Guitare, Voix
- Calvin Simon – Voix
- Grady Thomas – Voix
- Tom "Curly" Ruff – Mastering
- Rod Dyer – Design
- Jon Echeverrieta – Design